# 240 Dywizja Strzelecka (ZSRR)
240 Dywizja Strzelecka (ros. 240-я стрелковая дивизия) – związek taktyczny (dywizja) Armii Czerwonej.
Sformowana w 1942 na bazie oddziałów zmotoryzowanych, walczących z niemieckim najeźdźcą od sierpnia 1941. Dywizja brała udział w bojach pod Charkowem i Kijowem, forsowała Dniepr i Dniestr, wyzwalała spod okupacji wojsk Osi Rumunię i Czechosłowację. Wojnę zakończyła w mieście Ołomuniec.